# マーチカップ (競馬)
マーチカップは、岐阜県地方競馬組合が笠松競馬場で施行する地方競馬の重賞競走である。
格付けはSPII。サンケイスポーツより優勝杯を提供しており、正式名称は「サンケイスポーツ杯 マーチカップ」。

## 概要
1974年に創設。2001年までは準重賞として開催されていたが、2002年からSPIIの重賞競走に昇格した。
途中2012年から2017年まで中断されるも、2018年にオグリキャップ記念のトライアル競走として再開されるとともにSPIIIに格付けされた。
2020年からはフルゲートが12頭となる。
2021年は不祥事の影響による開催自粛のため施行されなかった。
2023年からは北陸・東海・近畿地区交流競走となる。
2024年よりSPIIに再昇格。2025年より施行距離がダート1600mに変更され、あわせて北陸・東海地区交流となる。フルゲートが10頭となる。

### 条件・賞金（2025年）
出走資格 
サラブレッド系4歳以上、東海、北陸、近畿所属。
- 他地区所属馬は自場所属馬として前年3月4日から本年3月6日の間に出走している馬。
- 東海所属馬は東海所属として前年3月4日から本年3月7日の間に出走しており、かつ当該期間の最終日時点で格付けがB級以上の馬。

出走枠
他地区所属馬4頭以下、東海所属馬6頭以上（原則として笠松3頭以上、名古屋3頭以下）
負担重量
別定（57kg、牝馬2kg減）
賞金額
1着400万円、2着140万円、3着80万円、4着40万円、5着20万円、着外手当4万円。
副賞
サンケイスポーツ新聞社賞、岐阜県地方競馬組合管理者賞。

## 歴代優勝馬（1986年以降）
馬齢は2000年以前についても現表記を用いる。
| 回数   | 施行日        | 距離     | 優勝馬             | 性齢     | 所属     | タイム   | 優勝騎手   | 管理調教師 |
| ------ | ------------- | -------- | ------------------ | -------- | -------- | -------- | ---------- | ---------- |
| 第13回 | 1986年3月9日  | 1900m    | タカシマリユウ     | 牡5      | 笠松     | 2:04.2   | 安藤光彰   | 後藤保     |
| 第14回 | 1987年3月8日  | 1900m    | ハツノフドウ       | 牡6      | 笠松     | 2:02.4   | 松原義夫   | 青木和夫   |
| 第15回 | 1988年3月9日  | 1900m    | ポールドヒユーマ   | 牡5      | 笠松     | 2:04.4   | 青木達彦   | 鈴木良文   |
| 第16回 | 1989年3月8日  | 1900m    | イーグルジヤム     | 牡5      | 笠松     | 2:03.2   | 安藤勝己   | 吉田秋好   |
| 第17回 | 1990年3月11日 | 1900m    | ポールドヒユーマ   | 牡7      | 笠松     | 2:05.4   | 青木達彦   | 鈴木良文   |
| 第18回 | 1991年3月10日 | 1900m    | グリーンコーセン   | 牡5      | 笠松     | 2:03.5   | 安藤勝己   | 吉田秋好   |
| 第19回 | 1992年3月8日  | 1900m    | イチアヤヒデ       | 牡7      | 笠松     | 2:03.8   | 松原義夫   | 青木和夫   |
| 第20回 | 1993年3月10日 | 1900m    | フワノビート       | 牡7      | 笠松     | 2:05.6   | 川原正一   | 柳江仁     |
| 第21回 | 1994年3月13日 | 1900m    | ミスターコマモリ   | 牡5      | 笠松     | 2:05.6   | 川原正一   | 原隆男     |
| 第22回 | 1995年3月8日  | 1900m    | マルヨアンティーカ | 牡5      | 笠松     | 2:05.1   | 仙道光男   | 鈴木元次   |
| 第23回 | 1996年3月13日 | 1900m    | メーカーロッキー   | 牡8      | 笠松     | 2:04.2   | 仙道光男   | 加藤健     |
| 第24回 | 1997年3月12日 | 1900m    | オークプレイン     | 牝6      | 笠松     | 2:05.4   | 川原正一   | 原隆男     |
| 第25回 | 1998年3月15日 | 1900m    | サンディチェリー   | 牡5      | 笠松     | 2:02.4   | 安藤勝己   | 荒川友司   |
| 第26回 | 1999年3月14日 | 1900m    | マジックリボン     | 牝6      | 笠松     | 2:03.7   | 安藤光彰   | 荒川友司   |
| 第27回 | 2000年3月8日  | 1900m    | タカノハハロー     | 牡6      | 笠松     | 2:04.2   | 東川公則   | 加藤保行   |
| 第28回 | 2001年3月14日 | 1900m    | タカノハハロー     | 牡7      | 笠松     | 2:06.1   | 内沢信昭   | 加藤保行   |
| 第29回 | 2002年3月13日 | 1900m    | フジノコンドル     | 牡4      | 笠松     | 2:04.2   | 安藤勝己   | 後藤保     |
| 第30回 | 2003年3月5日  | 1900m    | エイシンオニオンタ | 牡6      | 笠松     | 2:02.8   | 川原正一   | 伊藤強一   |
| 第31回 | 2004年3月17日 | 1900m    | ナイキゴールド     | 牡7      | 笠松     | 2:07.7   | 岡部誠     | 後藤保     |
| 第32回 | 2005年3月10日 | 1900m    | タイムトゥチェンジ | 牡7      | 笠松     | 2:03.8   | 濱口楠彦   | 加藤幸保   |
| 第33回 | 2006年3月8日  | 1900m    | ケンゴウザン       | 牡7      | 金沢     | 2:05.8   | 佐藤友則   | 松原正文   |
| 第34回 | 2007年3月15日 | 1900m    | クインオブクイン   | 牝5      | 笠松     | 2:04.7   | 濱口楠彦   | 松原義夫   |
| 第35回 | 2008年3月13日 | 1900m    | ウイニングウインド | 牡7      | 名古屋   | 2:04.3   | 吉田稔     | 原口次夫   |
| 第36回 | 2009年3月12日 | 1900m    | ミツアキタービン   | 牡9      | 笠松     | 2:02.2   | 東川公則   | 田口輝彦   |
| 第37回 | 2010年3月12日 | 1900m    | ヒシウォーシイ     | 牡5      | 名古屋   | 2:01.8   | 岡部誠     | 川西毅     |
| 第38回 | 2011年3月18日 | 1900m    | マイネルアラバンサ | 牡8      | 名古屋   | 2:03.7   | 岡部誠     | 荒巻透     |
| 第39回 | 2018年3月22日 | 1900m    | ハタノリヴィール   | 牡5      | 笠松     | 2:02.1   | 佐藤友則   | 井上孝彦   |
| 第40回 | 2019年3月21日 | 1900m    | メモリージルバ     | 牡10     | 名古屋   | 2:02.3   | 友森翔太郎 | 塚田隆男   |
| 第41回 | 2020年3月19日 | 1900m    | ニューホープ       | 牡4      | 笠松     | 2:02.2   | 丸野勝虎   | 田口輝彦   |
| 第42回 | 2021年        | 開催中止 | 開催中止           | 開催中止 | 開催中止 | 開催中止 | 開催中止   |            |
| 第43回 | 2022年3月17日 | 1900m    | ナムラマホーホ     | 牡5      | 名古屋   | 2:07.5   | 岡部誠     | 藤ヶ崎一人 |
| 第44回 | 2023年3月23日 | 1900m    | ロッキーブレイヴ   | 牡5      | 名古屋   | 2:04.5   | 岡部誠     | 竹下直人   |
| 第45回 | 2024年3月20日 | 1900m    | ツムタイザン       | 牡6      | 園田     | 2:03.0   | 杉浦健太   | 木村健     |
| 第46回 | 2025年3月20日 | 1600m    | マッドルーレット   | 牡7      | 名古屋   | 1:41.8   | 今井貴大   | 川西毅     |

## 各回競走結果の出典
- マーチカップ 歴代優勝馬 - 地方競馬全国協会
- JBISサーチ
  - 1986年、1987年、1988年、1989年、1990年、1991年、1992年、1993年、1994年、1995年、1996年、1997年、1998年、1999年、2000年、2001年、2002年、2003年、2004年、2005年、2006年、2007年、2008年、2009年、2010年、2011年、2018年、2019年、2020年、2022年、2023年、2024年、2025年